# Villares del Saz
Villares del Saz ist eine Gemeinde (Municipio) und ein Dorf mit 495 Einwohnern (Stand: 2024) in der Provinz Cuenca in der Autonomen Region Kastilien-La Mancha. 

## Lage
Villares del Saz liegt etwa 39 Kilometer südwestlich von Cuenca in einer Höhe von ca. 850 m. Durch die Gemeinde führt die Autovía A-3.

## Bevölkerungsentwicklung
| 1970 | 1981 | 1991 | 2001 | 2011 | 2021 |
| ---- | ---- | ---- | ---- | ---- | ---- |
| 1536 | 1066 | 874  | 654  | 618  | 445  |

## Sehenswürdigkeiten
- Turmruine
- Eulalienkirche
- Christuskapelle
- Rathaus (ehemaliger Palast der Ramírez)

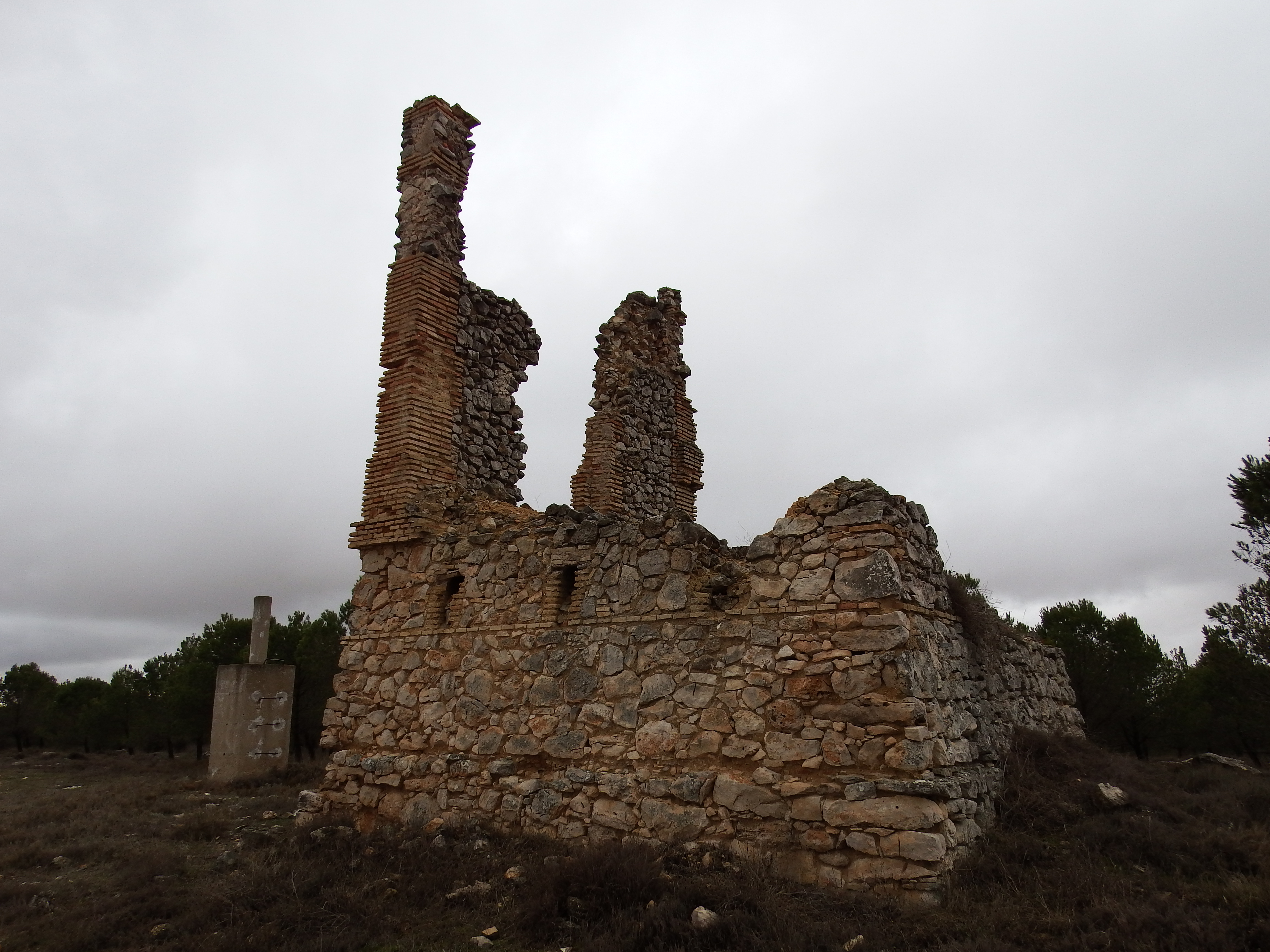
Turmruine
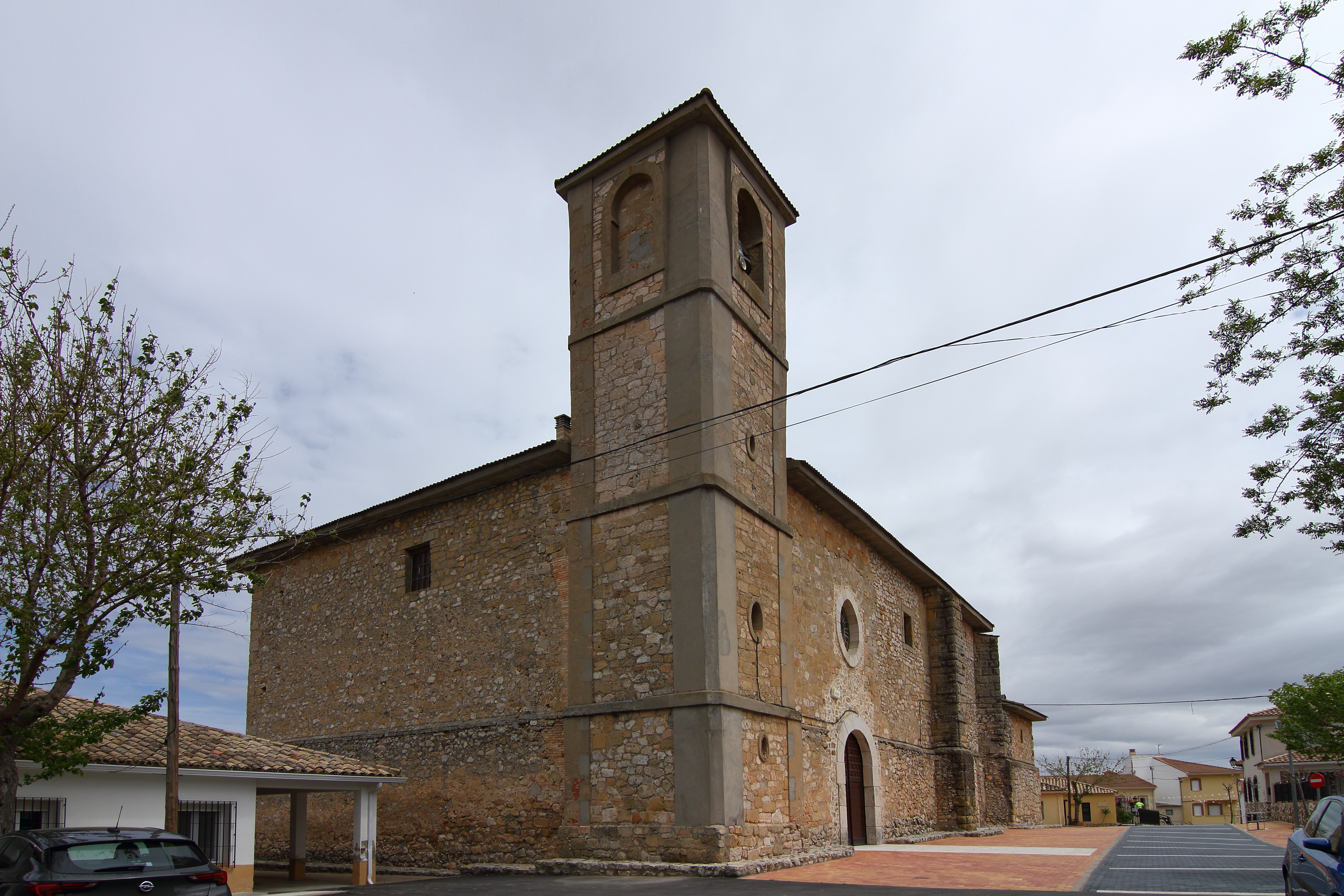
Eulalienkirche
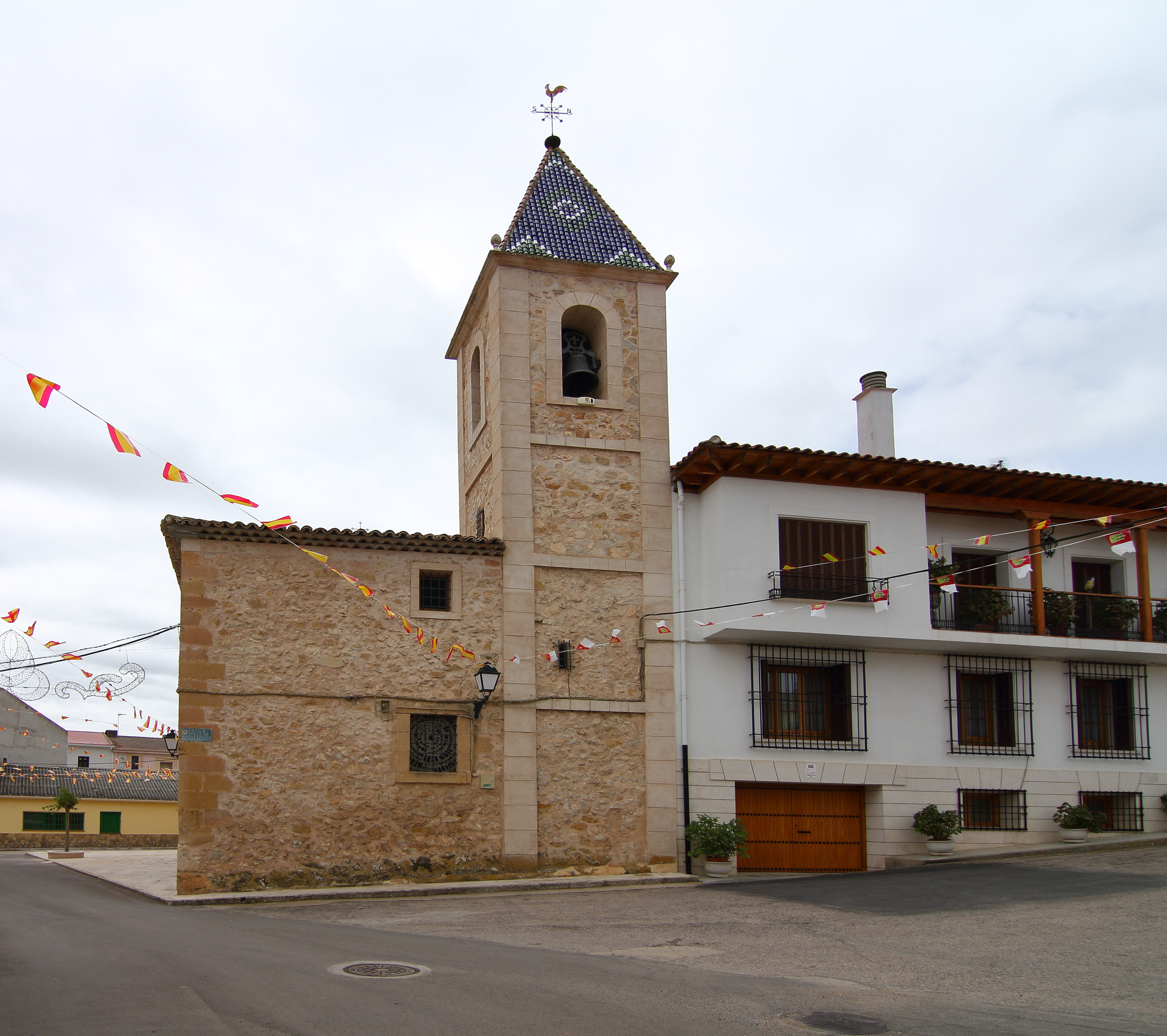
Christuskapelle
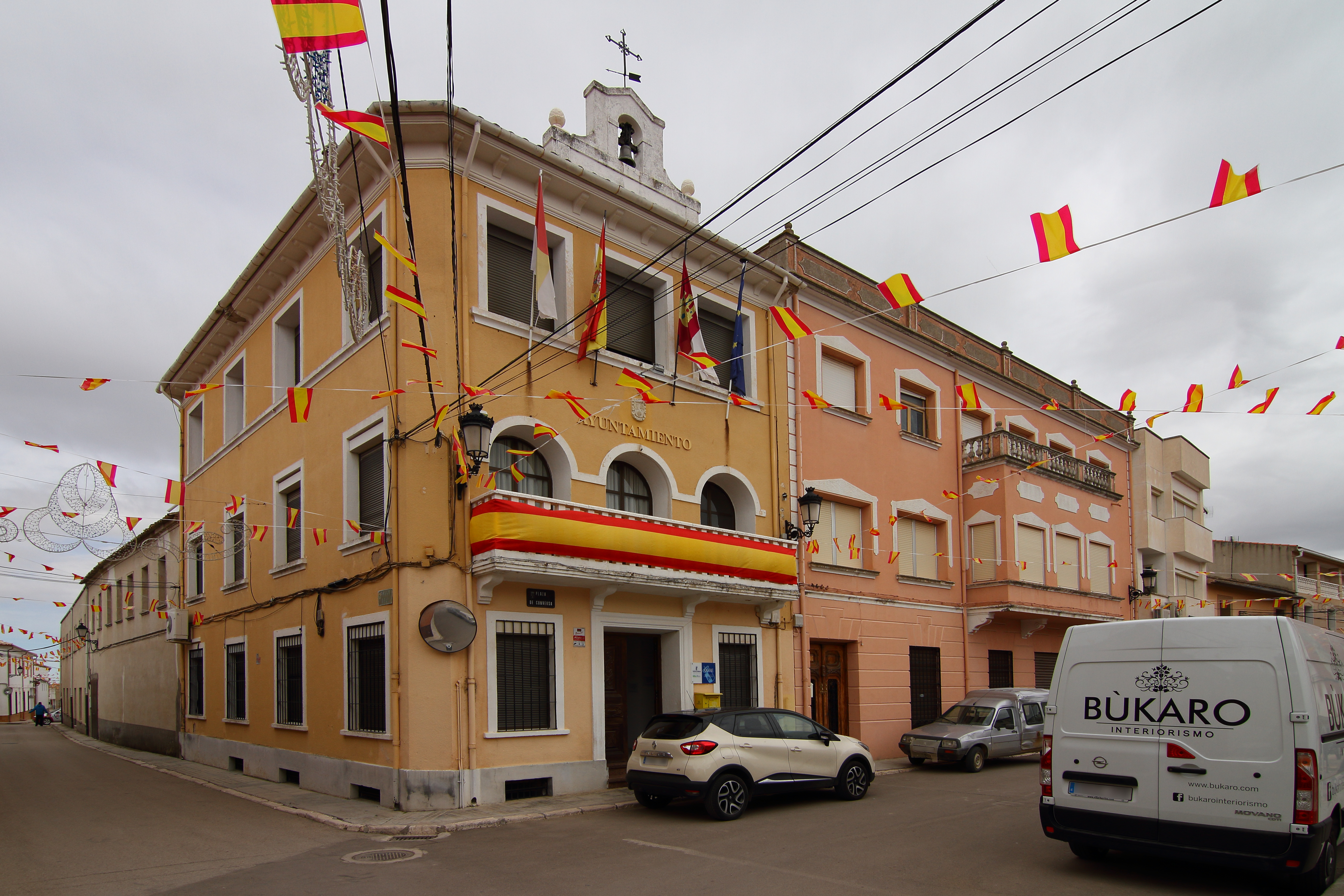
Rathaus